# Thomas Keller (Germanist)
Thomas Keller, (* 28. Mai 1954 in Osnabrück,) ist ein deutsch-französischer Kulturwissenschaftler. Der Lehrstuhlinhaber (Aix-Marseille-Université) ist bekannt durch seine Forschungen über Übertragungen von Wissen im deutsch-französischen Verhältnis und durch die Gründung und Leitung von deutsch-französischen Studiengängen und grenzüberschreitenden Forschungsgruppen.

## Leben
Thomas Keller studierte in Mainz, Berlin und Aix-en-Provence. Er promovierte mit einer Dekonstruktion von Adalbert Stifters Nachsommer an der FU Berlin und mit einer Analyse der ideologischen Systeme der Partei der Grünen an der Universität Straßburg. Nach seiner Habilitation in Straßburg über deutsch-französische Dritte Wege hat er Übertragungsprozesse in deutsch-französischen Lebensläufen und (Auto-)Biographien, in ethnologischen und anthropologischen Diskursen und in geteilten Gedächtnisorten aufgeschlüsselt.
Er war Lehrbeauftragter an der FU Berlin (1979/80), Lektor an der Universität Straßburg (1981–88), Maître de conférences in Limoges (1988–1990) und Straßburg (1990–1999); seit 1999 ist er Professor an der Universität in Aix-en-Provence (emeritiert seit 2015).
Keller leitete zwischen 1993 und 2008 den EUCOR-Forschungsverbund „Interkulturalität in Theorie und Praxis“ (Straßburg-Freiburg-Basel-Mulhouse-Karlsruhe) geleitet und war von 1999 bis 2001 für das PROCOPE-Projekt „Ethnologische und anthropologische Diskurse zwischen Deutschland und Frankreich“ (Strasbourg-Freiburg-Paris) mitverantwortlich. In Aix hat er in Partnerschaft mit Tübingen den integrierten Studiengang „Interkulturelle Deutsch-Französische Studien“ und das „Doktorandenkolleg Kulturkonflikte/ Konfliktkulturen“ ins Leben gerufen und geleitet sowie die Verantwortung für die Forschungsgruppe ECHANGES wahrgenommen. Er hatte Gastprofessuren an der Universität Karlsruhe und der Universität Tübingen inne; ein research fellowship führte ihn ans „Graduiertenkolleg Freunde, Gönner, Getreue“ an der Universität Freiburg.

## Schriften
- Die Schrift in Stifters „Nachsommer“. Buchstäblichkeit und Bildlichkeit des Romantextes (= böhlau forum litterarum. 12). Böhlau, Köln u. a. 1982, ISBN 3-412-06581-1 (Zugleich: Berlin, Freie Universität, Dissertation, 1980).
- Les Verts allemands. Un conservatisme alternatif. Paris, L’Harmattan 1993, ISBN 2-7384-1768-X.
- Deutsch-französische Dritte-Weg-Diskurse. Personalistische Intellektuellendebatten der Zwischenkriegszeit (= Übergänge. 39). Fink, München 2001, ISBN 3-7705-3504-9.
- als Herausgeber mit Wolfgang Eßbach: Leben und Geschichte. Anthropologische und ethnologische Diskurse der Zwischenkriegszeit (= Übergänge. 53). Fink, München 2006, ISBN 3-7705-4021-2.
- als Herausgeber mit Freddy Raphaël: Lebensgeschichten, Exil, Migration. Frühjahr 2002, Centre St. Thomas, Strasbourg. = Récits de vie, exil, migration (= Akten des Kolloquiums des EUCOR-Forschungsverbunds Interkulturalität in Theorie und Praxis. 4 = Studien des Frankreich-Zentrums der Albert-Ludwigs-Universität Freiburg. 13). BWV – Berliner Wissenschaftsverlag Arno Spitz, Berlin 2006, ISBN 3-8305-1187-6.
- als Herausgeber: Lieux de migration – lieux de mémoire franco-allemands (= Cahiers d’Etudes Germaniques. Nr. 53 = 2, 2007, ISSN 0751-4239). Université de Provence, Aix-en-Provence 2007.
- als Herausgeber: „Vrais“ et „faux“ médiateurs. La connaissance des lieux et ses équivoques (= Cahiers d’Etudes Germaniques. Nr. 60 = 1, 2011). Université de Provence, Aix-en-Provence 2011.
- als Herausgeber: La Première Guerre mondiale un siècle plus tard. Culture et violence (= Cahiers d’Etudes Germaniques. Nr. 66 = 1, 2014). Université de Provence, Aix-en-Provence 2014.
- Verkörperungen des Dritten im Deutsch-Französischen Verhältnis. Die Stelle der Übertragung (= Übergänge. 74). Fink, Paderborn 2018, ISBN 978-3-7705-6302-9.

## Auszeichnung
Thomas Keller wurde 2014 für seine besonderen wissenschaftlichen Leistungen und sein Lebenswerk der Gay-Lussac-Humboldt-Preis zugesprochen.